# Комедия ужасов

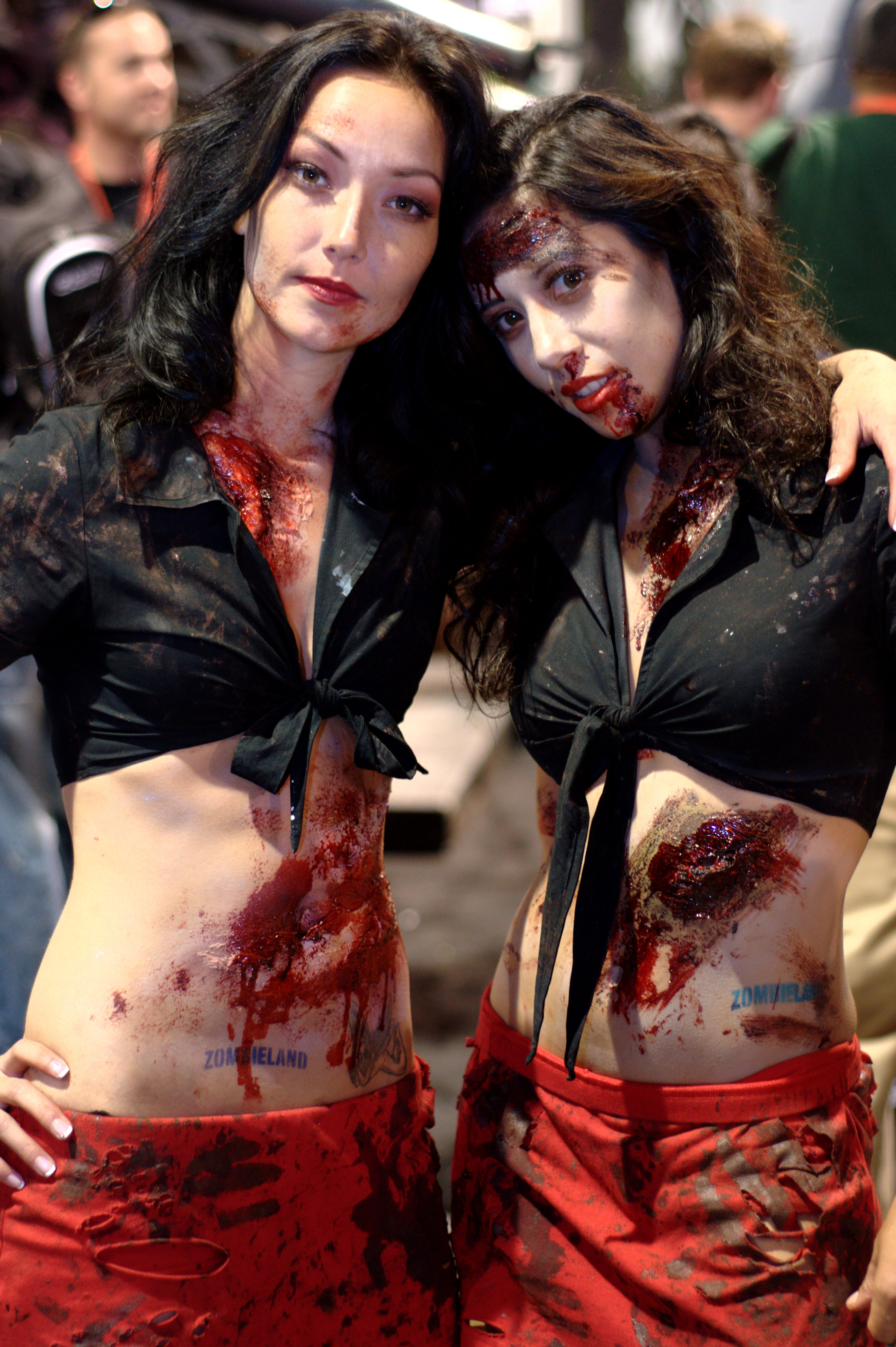
Девушки-модели, рекламирующие фильм «Добро пожаловать в Zомбилэнд» на San Diego Comic-Con 2009

Комедия ужасов — литературный, телевизионный и кинематографический жанр, сочетающий элементы комедии и ужасов. Он часто пересекается с чёрной комедией. Комедия ужасов также может пародировать клише ужасов в качестве основного источника юмора или использовать эти элементы, чтобы взять историю в другом направлении, например, в «Хижина в лесу», «Убойные каникулы», «Зомби по имени Шон» или франшиза «Зловещие мертвецы».
Автор Брюс Г. Халленбек цитирует рассказ «Легенда о Сонной Лощине» как «первую великую комедию ужасов». История заставила читателей «смеяться в один момент и кричать в другой», и её предпосылка была основана на озорстве, обычно встречающемся во время праздника Хэллоуин.

## В литературе
Ужасы и комедии ассоциируются друг с другом с первых дней романов ужасов. Вскоре после публикации романа «Франкенштейн, или Современный Прометей» появились комедийные пародии. Эдгар Аллан По поместил юмор и ужасы в один и тот же континуум, и многие авторы 19-го века использовали чёрный юмор в своих историях ужасов. Автор Роберт Блох назвал их «противоположными сторонами одной и той же монеты».

## В кино
В комедийном фильме ужасов чёрный юмор является распространённым элементом. Хотя комедийные фильмы ужасов пугают зрителей, они также предоставляют то, чего не делают драматические фильмы ужасов: «разрешение смеяться над своими страхами, свистеть мимо кинематографического кладбища и чувствовать себя в безопасности, зная, что монстры не могут вас достать».
В эпоху немого кино исходным материалом для ранних комедийных фильмов ужасов были поставлены сценические представления, а не литература. Один из примеров, «Призрачный разрушитель» (1914), был основан на пьесе 1909 года, хотя элементы фильма ужасов были более интересны зрителям, чем элементы комедии. В США после Первой мировой войны кинозрители стремились увидеть ужасы на экране, но смяглись юмором. «Первопроходцем» комедийного фильма ужасов был фильм «Одна захватывающая ночь» (1922), написанный, срежиссированный и спродюсированный Дэвидом Гриффитом, который заметил сценический успех жанра и предвидел кинематографический переход. В то время как фильм включал в себя комедийные выступления с чёрным лицом, Гриффит также включил кадры урагана для кульминационной бури. В качестве раннего эксперимента различные жанры не были хорошо сбалансированы с ужасами и комедией, а более поздние фильмы улучшили баланс и использовали более сложные подходы. Чарльз Брамеско из сайта «Vulture.com» определяет фильм «Эбботт и Костелло встречают Франкенштейна» как первый коммерчески успешный комедийный фильм ужасов. Его успех узаконил жанр и сделал его коммерчески жизнеспособным.
Некоторые комедийные фильмы ужасов, такие как серия «Очень страшное кино» или «Дом с паранормальными явлениями», также являются пародиями на популярные фильмы ужасов.

## На телевидении
Примеры комедии ужасов на телевидении восходят к ситкомам «Семейка монстров» и «Семейка Аддамс» и совсем недавние «Эш против зловещих мертвецов» и «Стэн против сил зла», псевдокументальный фильм «Чем мы заняты в тени», драмы «Я — зомби» и «Диета из Санта-Клариты», а также мультсериалы Битлджус, «Кураж — трусливый пёс», «Скуби-Ду». Более поздние примеры — «Дом совы», «Уэнздей» и «Don’t Hug Me, I’m Scared»